# Viktor Sandberger (Kriegsverbrecher)
Viktor Sandberger (* 7. Juni 1898 in Stuttgart; † 12. Mai 1947 in Swerdlowsk) war ein deutscher evangelischer Geistlicher und  Kriegsverbrecher, der durch ein Sowjetisches Militär-Tribunal (SMT) zum Tode verurteilt und schließlich hingerichtet wurde.

## Leben

### Herkunft und Familie
Sandberger war ein Neffe 2. Grades des Theologen Viktor von Sandberger (1835–1912). Er heiratete Hedwig, geb. Hoffmann und hatte mit ihr mindestens einen Sohn: Hermann Friedrich Sandberger (* 1936), der 1973 an der Eberhard Karls Universität Tübingen mit einer pädagogischen Schrift promoviert wurde.
Sandberger studierte von 1916 bis 1922 evangelische Theologie in Tübingen, wo er Mitglied der Studentenverbindung AG Rothenburg Tübingen wurde, und Marburg.

### Karriere
Sandberger diente im Ersten Weltkrieg. Nachfolgend wirkte er als Stadtpfarrer in Schwenningen, wo er auch bis zum Zweiten Weltkrieg wohnte. Nach Ausbruch des Krieges wurde Sandberger in der Schlacht bei Stalingrad eingesetzt. Kurz danach wirkte er, nun im Rang eines Majors, als Ia-Offizier in einem Divisionsstab auf der Krim und geheimdienstlich als Verbindungsoffizier in der Feldkommandantur 853. In dieser Position beging er zahlreiche Kriegsverbrechen gegen die einheimische Bevölkerung und Partisanen.
Nach Kriegsende wurde er am 20. November 1946 aufgrund Ukas 43 vom Sowjetischen Militärtribunal des Innenministeriums der UdSSR im Uralgebiet in Jekaterinburg zum Tode durch Erschießen verurteilt. Das Urteil wurde am 12. Mai 1947 vollstreckt.